# Pitthea flavimargo
Pitthea flavimargo är en fjärilsart som beskrevs av Druce 1910. Pitthea flavimargo ingår i släktet Pitthea och familjen mätare. Inga underarter finns listade i Catalogue of Life.